# Compsopogonophyceae
Compsopogonophyceae es una clase de algas rojas pluricelulares. Es una de las tres clases (Florideophyceae, Bangiophyceae y Compsopogonophyceae) del subfilo Rhodophytina que son fundamentalmente pluricelulares, y cuyas células se pueden distinguir entre sí por diferencias ultraestructurales, especialmente por la asociación del aparato de Golgi con otros orgánulos. Así, en las células de Compsopogonophyceae el aparato de Golgi se encuentra asociado únicamente al retículo endoplasmático y se presenta un único cloroplasto estrellado o bien varios. El grupo incluye desde algas filamentosas microscópicas (e.g. Erythrocladia) hasta pluricelulares macroscópicas (e.g. Compsopogon), que viven en agua dulce o marina. La reproducción asexual es por monosporas formadas por la división oblicua de las células. Se conoce también la reproducción sexual y la alternancia de generaciones en algunas especies.